# Fundación de Estudios Sociológicos
La Fundación de Estudios Sociológicos, también conocida como FUNDES, es una fundación con sede en Madrid nacida en 1979 y promovida por el filósofo Julián Marías. Fue presidida por este hasta su fallecimiento en 2005, para posteriormente ser dirigida por Rafael Anson. Gustavo Villapalos desempeñó funciones directivas dentro de la fundación, perteneciendo también a esta Francisco López Frías, además de figurar en su acta de constitución en 1980 como «Fundación Cultural Privada de Promoción» nombres como los de Claudio Boada Villalonga, Juan Linz o Javier Tusell, en el papel de miembros de la «Junta de Fundadores Protectores». Edita las revistas Cuenta y Razón y Cuenta y razón del pensamiento actual. Crónica de economía. Tuvo su sede en el número 20 de la calle del General Yagüe, para, en fecha indeterminada, trasladarse al 33 de la calle del Príncipe de Vergara, según aparece en su propia web.